# Cuauhtémoc Gutiérrez de la Torre
Cuauhtémoc Gutiérrez de la Torre (Ciudad de México, 16 de mayo de 1968) es un político mexicano, miembro del Partido Revolucionario Institucional. Conocido como «líder de los pepenadores» de la Ciudad de México, fue dirigente del PRI en la Ciudad de México, cargo al que renunció entre acusaciones de proxenetismo y explotación sexual de mujeres. El 30 de diciembre de 2021 fue detenido por agentes de la Policía de la Ciudad de México ante acusaciones de trata de personas con fines de explotación sexual.
Fue diputado federal en la LXI Legislatura, supliendo a Fuensanta Patricia Jiménez Case, suplencia que se dio a conocer con el nombre de «Las Juanitas».

## Biografía
Gutiérrez de la Torre nació en el Distrito Federal y vivió en Iztapalapa con su padre Rafael Gutiérrez Moreno, su madre Guillermina de la Torre y cinco hermanos. Creció en un entorno estricto por parte de su padre. Su madre fue dueña de una bonetería y era conocida como «La zarina de la basura». Su padre fue diputado federal del PRI en la LI Legislatura y era conocido como «Rico rey de la basura». Fue el líder de los pepenadores en el Distrito Federal por más de veinte años, profesión donde fue acusado de sobornar funcionarios, así como de violaciones múltiples, acto que, según El Universal, «tenía como ambición, de machista, tener 180 hijos». Su padre fue asesinado por orden de su última esposa Martha García el 14 de febrero de 1987 por una supuesta violación a la sobrina de Martha, de 16 años, de la madre de ella, así como de las mujeres de su familia durante 11 años. Después de su muerte, Gutiérrez de la Torre fue uno de los herederos del liderazgo del gremio de pepenadores. Es licenciado en derecho.
En diciembre de 2006, agremiados de la Unión de Pepenadores cerraron la autopista México-Puebla, protestando la influencia de esta familia en su ocupación, donde se desató un enfrentamiento entre pepenadores y sicarios pagados por Guillermina de la Torre y Cuauhtémoc Gutiérrez que resultó en la muerte de dos pepenadores y varios heridos. Peticiones a las autoridades y los medios de comunicación por parte del gremio fueron ignoradas, de acuerdo con Nayeli Cortés escribiendo en El Universal, debido a servicios de trabajo sexual proporcionados por miembros del Partido Revolucionario Institucional, cuya célula se encontraba liderada por Cuauhtémoc Gutiérrez.

## Carrera política
Ingresó a las fuerzas juveniles del PRI en 1982 siguiendo los pasos de su padre, donde este llegó a ser diputado de federal en 1979 donde se relacionó con figuras como el entonces presidente José López Portillo. Tras el asesinato de su padre, Gutiérrez de la Torre tomó, junto con sus familiares, control del gremio de pepenadores durante los años ochenta mientras cursaba su carrera de derecho. Una de sus primeras acciones fue llenar la ladera del volcán Sierra de Santa Catarina con basura, donde su intención era llenar el cráter pero fue negado por las autoridades. Durante el sexenio de Carlos Salinas de Gortari, al gremio le fue entregado en Santa Catarina una de las tres plantas de basura de la capital, que fue nombrada a partir de su padre, Rafael Gutiérrez Moreno.
Fue presidente del Frente Juvenil Revolucionario del Distrito Federal. Al estar su presencia en organizaciones afines al PRI en el Distrito Federal intentó obtener la jefatura de la delegación Iztalaplapa al igual que su madre y hermana pero no la obtuvieron, sin embargo obtuvo un puesto suplente en una diputación federal en la LV Legislatura entre 1991 y 1994. A mediados de los noventa inició su militancia en el Movimiento Territorial del PRI como Secretario General incluyendo a grupos de choque, donde ha sido acusado constantemente de obtener poder político a base de violencia. En 1999 ingresó al reclusorio norte luego de ser acusado de despojo de agraviado en el predio Las Minas en Iztapalapa. En octubre de 2003, irrumpió violentamente en un auditorio de la Federación de Sindicatos de Trabajadores al Servicio del Estado, donde sus acompañantes atacaron con sillas a consejeros que apoyaban a la diputada para la dirigencia local del partido María de los Ángeles Moreno. En 2004, después de una pelea en la sede nacional del PRI, le fueron removidos sus derechos políticos.
A pesar del rechazo que recibió de varios sectores del PRI por su violencia, también tiene apoyo en muchos sectores del PRI, como quedó demostrado en la presentación de su informe de gobierno, al cual asistieron 30 mil personas, en el Monumento a la Revolución donde presentó su informe como diputado federal. Entre el público se encontraba el exgobernador de Coahuila Humberto Moreira Valdez que en ese entonces era el líder nacional del PRI.

## Controversias

### Las Juanitas
El 3 de septiembre de 2009 Gutiérrez de la Torre llegó al cargo de diputado federal por reemplazo de la exdiputada Patricia Jiménez Case que fue propuesta por el PRI por vía plurinominal como diputada federal por la LXI Legislatura y que ingresó en funciones el 1 de septiembre de 2009 pero dos días después de haber entrado en funciones renunció al cargo para que Gutiérrez de la Torre ingresara en su lugar. Este caso fue conocido como Las Juanitas ya que se sospechaba sobre la intención de evadir la ley de paridad de género del congreso.

### Liderazgo de red de prostitución en el PRI
En abril de 2014, una investigación de la periodista mexicana Carmen Aristegui y sus colaboradores señaló la existencia de una red de prostitución que operó por más de una década en el interior del Partido Revolucionario Institucional en la Ciudad de México. El reportaje informaba cómo las mujeres eran reclutadas, seleccionadas y condicionadas a trabajar en una red de prostitución dirigida por Cuauhtémoc Gutiérrez de la Torre, entonces dirigente del PRI en la Ciudad de México.
De acuerdo con una investigación hecha por la Primera Emisión de Noticias MVS, la red reclutaba a jóvenes de entre 18 y 32 años. Cada quincena, recibían su pago a cambio de moverse con discreción, usar faldas cortas y atender las peticiones del jefe. Los recursos de la red provenían de la Secretaría de Finanzas a cargo de Roberto Zamorano Pineda. Para conseguir a las jóvenes, publicaban anuncios en internet en los cuales ofrecían trabajo “en una oficina gubernamental del PRI en el DF”.

### Aprehensión
Un juez giró una orden de aprehensión en contra de Gutiérrez de la Torre el 9 de marzo de 2021, así como en contra de la diputada local Sandra Vaca, Roberto Zamorano, Claudia Priscila Martínez y Adriana Rodríguez Regalado, que fueron acusados de trata de personas y asociación delictuosa. La Unidad de Inteligencia Financiera bloqueó las cuentas de las personas imputadas. La Fiscalía General de Justicia de la Ciudad de México solicitó la colaboración de la Fiscalía General de la República y el Instituto Nacional de Migración, así como de las fiscalías locales de los estados, para la localización y aprehensión de Gutiérrez de la Torre.
El 30 de diciembre de 2021, Gutiérrez de la Torre fue detenido por agentes de la Policía de la Ciudad de México. Fue trasladado al Reclusorio Oriente, donde permanece. El 24 de noviembre de 2023, Gutiérrez de la Torre fue condenado por un juez a permanecer en prisión preventiva por los delitos de los que se le acusa desde el 9 de marzo de 2021, fecha en que se giró la orden de aprehensión en su contra